# Pasteurización

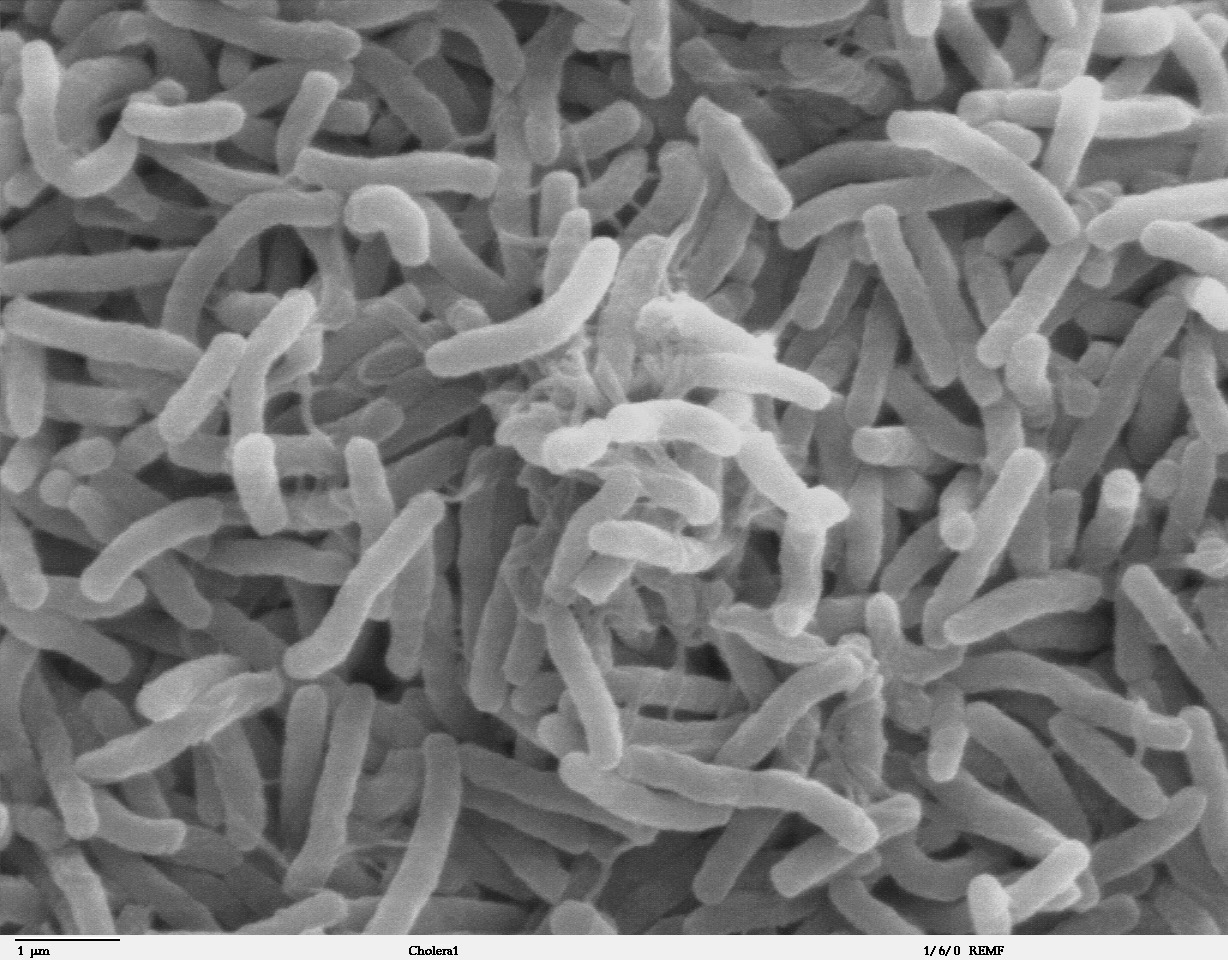
Bacterias del cólera

La pasteurización o pasterización es un proceso térmico que es realizado en líquidos (generalmente alimentos, como por ejemplo la leche), con la intención de reducir la presencia de agentes patógenos (como por ejemplo ciertas bacterias, protozoos, mohos, levaduras, etcétera) que puedan contener. Debido a las altas temperaturas (80 grados), la gran mayoría de los agentes bacterianos mueren. Este proceso fue descubierto por el científico químico francés Louis Pasteur, junto a Claude Bernard, el 20 de abril de 1864.
Uno de los motivos del tratamiento térmico es un método de control de microorganismos de los alimentos líquidos, alterando lo menos posible su estructura física, sus componentes químicos y sus propiedades organolépticas. Tras la operación de pasteurización, los productos tratados se enfrían rápidamente y se sellan herméticamente con fines de seguridad alimentaria; por esta razón, es básico en la pasteurización el conocimiento del mecanismo de la transferencia de calor en los alimentos. A diferencia de la esterilización, la pasteurización no destruye completamente las esporas de los microorganismos, ni elimina todas las células de microorganismos termófilos.
Louis Pasteur mejoró la calidad de vida al hacer posible que productos alimenticios básicos, como la leche, se pudieran transportar largas distancias sin ser afectados por la descomposición. En la pasteurización, el objetivo primordial no es la «eliminación completa de los agentes patógenos» sino la disminución sustancial de sus poblaciones, reduciéndolas a niveles que no causen intoxicaciones alimentarias a los humanos (siempre que el producto pasteurizado se mantenga refrigerado correctamente y que se consuma antes de la fecha de caducidad indicada).

## Primeros procesos

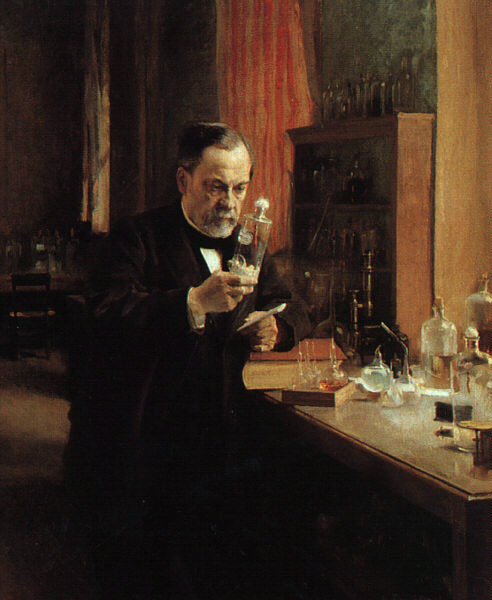
Retrato de Louis Pasteur, por Albert Edelfelt (Musée d'Orsay)

Los primeros procesos para esterilizar alimentos en envases cerrados, se han atribuido históricamente al inventor francés Nicholas Appert en sus investigaciones realizadas en el siglo XVIII. No obstante, algunas investigaciones demuestran que con anterioridad ya se había intentado esterilizar alimentos en recipientes sellados. Hacia finales de siglo XIX, químicos alemanes trasladaron este procedimiento a la leche cruda, y ya por entonces (antes de Pasteur) se empezó a «sospechar» que los tratamientos térmicos resultaban eficaces para destruir las bacterias presentes en la leche. De este modo, se dio origen no solo a un importante método de conservación, sino también a una medida de higiene fundamental para proteger la salud de las personas y conservar la calidad de los alimentos. Estos trabajos sentaron las bases de lo que Pasteur posteriormente descubriría y explicaría científicamente.
Algunos de los contemporáneos de Pasteur, incluido el eminente químico alemán Justus von Liebig, insistían en que la fermentación era un proceso puramente químico y que no requería en absoluto de la intervención de ningún organismo vivo. En el año 1864, a instancias del emperador Napoleón III, Pasteur investigó la causa por la que el vino y la cerveza se agriaban con el paso del tiempo, causando grandes pérdidas económicas a las empresas francesas debido a lo perecedero de estas mercancías. Pasteur regresó al pueblo de su infancia, Arbois, con el objetivo de resolver el problema definitivamente. Allí estudió el problema que afectaba a las viñas. Con ayuda de un microscopio, descubrió que, en realidad, intervenían dos tipos de organismos —una levadura y una bacteria de la familia acetobacter— que eran la clave del proceso de fermentación. Uno producía alcohol y el otro ácido acético, que agriaba el vino produciendo el vinagre.
Pasteur utilizó un nuevo método para eliminar los microorganismos que pudieran degradar el vino o la cerveza: después de almacenar el líquido en cubas bien selladas se elevaba su temperatura hasta los 44 °C durante un breve periodo de tiempo. Comprobó experimentalmente que las poblaciones de bacterias del género Acetobacter se reducían en extremo hasta quedar «casi esterilizado» el alimento. A pesar del horror inicial de la industria ante la idea de calentar el vino, un experimento controlado con lotes de vino calentado y sin calentar demostró de forma contundente la efectividad del procedimiento. Con posterioridad, Charles North aplicó con éxito el mismo método de Pasteur a la leche en el año 1907. Pasteur dio el primer paso en el que sería este nuevo método, denominado posteriormente «pasteurización» en su honor, y lo fue aplicando a otros alimentos líquidos. Este proceso se aplica hoy en día como norma de higiene en muchos procesos básicos de la industria alimentaria y proporciona una garantía de la seguridad de muchos productos alimenticios de manera eficaz en todo el mundo.
La historia de la esterilización de los alimentos fue revisada por Harold Burton (1988). Los esterilizadores fueron patentados y construidos para calentar leche a temperaturas que van desde los 54.4 °C hasta los 60 °C antes del siglo XIX, curiosamente antes de que sus beneficios fueran entendidos completamente. La leche esterilizada se desarrolló industrialmente en el año 1921, y el proceso de inyección de vapor fue desarrollado en 1927 por G. Grindrod en Estados Unidos. Sin embargo, las iniciativas más relevantes que dieron lugar a la comercialización del método UHT se empezaron a desarrollar a fines del decenio de 1940, debido a la técnica desarrollada en los esterilizadores de tubos concéntricos y de vapor de uperización en los sistemas de producción de leche. Debe entenderse que los esfuerzos de aquella época eran muy grandes en la industria para lograr envasar asépticamente la leche, hasta que finalmente se logró con éxito en el año 1961.

## Procesos de pasteurización
La pasteurización es un proceso térmico químico realizado a los alimentos: los procesos térmicos se pueden realizar con la intención de disminuir las poblaciones patógenas de microorganismos o para desactivar las enzimas que modifican los sabores de ciertos alimentos. No obstante, en la pasteurización se emplean generalmente temperaturas por debajo del punto de ebullición (en cualquier tipo de alimento), ya que en la mayoría de los casos las temperaturas superiores a este valor afectan irreversiblemente ciertas características físicas y químicas del producto alimenticio. Así, por ejemplo, si en la leche se sobrepasa el punto de ebullición, las micelas de la caseína se «coagulan» irreversiblemente (o dicho de otra forma, la leche se «cuaja»). El proceso de calentamiento de la pasteurización, si se hace a bajas temperaturas, tiene además la función de detener los procesos enzimáticos. Hoy en día, la pasteurización se realiza a los alimentos en un proceso industrial continuo aplicado a alimentos viscosos, con la intención de utilizar la energía de manera eficiente y disminuir así también costes de producción.
Existen tres tipos de procesos bien diferenciados: pasteurización VAT o lenta, pasteurización a altas temperaturas durante un breve período (HTST, High Temperature/Short Time) y proceso a altas temperaturas (UHT, Ultra-High Temperature).

### Proceso VAT
Del inglés «vat» (‘tina, tinaja’), por hacerse en recipientes grandes. Llamada también pasteurización lenta. Fue el primer método de pasteurización, aunque la industria alimentaria lo ha ido renovando por otros sistemas más eficaces. El proceso consiste en calentar grandes cantidades de leche en un recipiente estando a 63 °C durante 30 minutos, para luego dejar enfriar lentamente. Debe pasar mucho tiempo para continuar con el proceso de envasado del producto, a veces más de 24 horas.

### Proceso HTST
Este método es el empleado en los líquidos a granel, como la leche, los zumos de fruta, la cerveza, etc. Por regla general, es el más práctico, ya que expone al alimento a altas temperaturas durante un período breve y además se necesita poco equipamiento industrial para poder realizarlo, reduciendo de esta manera los costes de mantenimiento de equipos. Entre las desventajas del proceso está la necesidad de contar con personal altamente calificado para la realización de este trabajo, que necesita controles estrictos durante todo el proceso de producción.
Existen dos métodos distintos bajo la categoría de pasteurización HTST: en batch (lote) y en «flujo continuo». Para ambos métodos la temperatura es la misma (72 °C durante 15 segundos).
- En el proceso batch una gran cantidad de leche se calienta en un recipiente estanco (autoclave industrial). Es un método empleado hoy en día sobre todo por los pequeños productores debido a que es un proceso más sencillo.
- En el proceso de «flujo continuo», el alimento se hace circular entre dos placas de metal, también denominadas intercambiador de calor de placas o de forma tubular (PHE).[10] Este método es el más aplicado por la industria alimentaria a gran escala, ya que permite realizar la pasteurización de grandes cantidades de alimento en relativamente poco tiempo.

Esquema de un intercambiador de calor de placas, común en el calentamiento y enfriamiento de líquidos alimentarios

### Proceso UHT
El proceso UHT es de flujo continuo y mantiene la leche a una temperatura superior más alta que la empleada en el proceso HTST, y puede rondar los 138 °C durante un período de al menos dos segundos. Debido a este muy breve periodo de exposición, se produce una mínima degradación del alimento. La leche cuando se etiqueta como «pasteurizada» generalmente se ha tratado con el proceso HTST, mientras que la leche etiquetada como «ultrapasteurizada» o simplemente UHT, se debe entender que ha sido tratada por el método UHT.
El reto tecnológico del siglo XXI es poder disminuir lo más posible el período de exposición a altas temperaturas de los alimentos, haciendo la transición de altas a bajas temperaturas lo más rápida posible, disminuyendo el impacto en la degradación de las propiedades organolépticas de los alimentos; por esta razón, se está investigando la tecnología basada en microondas, que permite este tipo de efectos (es empleado incluso en carnes). Este método es muy adecuado para los alimentos líquidos ligeramente ácidos (la acidez se mide con el pH), tal como los zumos de frutas y los zumos de verduras (como el gazpacho), ya que permite períodos de conservación de 10 a 45 días si se almacenan refrigerados a 10 °C.

### Organismos reguladores de la norma
Los métodos de pasteurización corresponden a una serie de métodos normativizados por los responsables de alimentación de cada país y son controlados por las agencias encargadas de vigilar la calidad de la alimentación (algunos ejemplos son la USDA en Estados Unidos y la Food Standards Agency en el Reino Unido) mediante la implementación de un derecho alimentario específico. Estas agencias requieren y vigilan que, por ejemplo, los lácteos pasteurizados mediante HTST lleven la etiqueta alimentaria adecuada. Por regla general existen diferentes estándares en función de los lácteos a procesar. El principal factor a tener en cuenta es el contenido graso del producto. De esta forma, los parámetros de pasteurización de la nata difieren de los parámetros empleados para la leche desnatada, y los parámetros para pasteurizar queso se diseñan e implementan de tal forma que no se destruyan las enzimas que procesan los fosfatos, útiles para mantener las propiedades de corte y textura de los quesos.
Los métodos estándares de pasteurización HTST han sido designados para alcanzar una extensión del periodo de caducidad de cerca de 5 días (es decir 0.00001 veces el período original) reduciendo el número de microorganismos en la leche y otros alimentos. Este método es considerado adecuado para la reducción de poblaciones de células vegetativas de casi todas las bacterias patógenas, incluyendo aquellas bacterias resistentes a las altas temperaturas (particularmente las especies Mycobacterium tuberculosis, causante de la tuberculosis, y Coxiella burnetii, causante de la fiebre Q en la leche). El proceso de pasteurización HTST no elimina las esporas bacterianas debido a que el proceso emplea un régimen temperatura-tiempo de 75 °C por 15 segundos, siendo insuficiente para la reducción de esporas bacterianas, debido a su alta resistencia frente al calor, requiriéndose normalmente temperaturas mayores a 100 °C para que el tiempo de exposición sea relativamente corto y evitar daños en los componentes nutricionales y sensoriales de los alimentos. Sin embargo, el proceso se diseña de manera que los productos sean calentados uniformemente, evitando que mientras que algunas partes sean sometidas a excesivas temperaturas durante demasiado tiempo, otras no lleguen a los parámetros necesarios.

## Dinámica de la pasteurización
La pasteurización es un proceso que sigue una cinética química de primer orden. Denominamos N al número de microorganismos vivos a una temperatura dada de exposición T, y No a la población de microorganismos inicialmente. Si Kd es la constante cinética de muerte debido a la temperatura (velocidad de muerte de los microorganismos), la disminución en la población (cultivo) depende de la siguiente fórmula exponencial:)
{\displaystyle N=N_{o}e^{-K_{d}T}}
Esta fórmula es fundamental para determinar la evolución de un cultivo en función de la temperatura. Se puede ver en ella una gran dependencia con la temperatura de exposición T. La fórmula es el fundamento, además, de los denominados «diagramas de supervivencia» en la industria de la alimentación, donde log(N/No) es el tiempo de exposición a una temperatura T fija. Típicamente las gráficas de supervivencia de los microorganismos al calor aparecen como líneas rectas en una escala semilogarítmica. La correlación existente entre la velocidad (o ratio) de muerte de microorganismos y la temperatura cumple la ecuación de Arrhenius.
Un factor importante asignado a cada microorganismo es el denominado «tiempo de reducción decimal» o también «valor D» de un microorganismo, y se define como el tiempo necesario para que a una temperatura determinada se pueda reducir el 90 % su población en el producto tratado. Es una expresión de la resistencia de un microorganismo al efecto de la temperatura. Su expresión es:
{\displaystyle D_{T}={\frac {\Delta t}{\log N_{o}-\log N}}}
Donde {\displaystyle \Delta t} es el período al que se expone la muestra, No es la población inicial y N la población final. Pueden obtenerse diferentes valores D para un microorganismo dado, o para un proceso particular de un alimento, determinando los sobrevivientes a diferentes temperaturas. Altos valores de D indican que el microorganismo es más resistente que otros que poseen un valor inferior. Existen otros valores como la constante de resistencia térmica, conocida frecuentemente como valor z, que se define como la diferencia en temperaturas necesaria para causar una reducción de un 90 % en el valor D. Esta pasteurización elimina en un 98 % de bacterias como Vibrio cholerae, Shigella o E. coli.[cita requerida].

## Factores que afectan al proceso

### Acidez del alimento
La acidez tiene mucha influencia en el grado de supervivencia de cada organismo bacteriano. El principal parámetro para caracterizar la acidez es el pH. En general la mayoría de alimentos se consideran ácidos o poco ácidos. Hay que considerar que la mayoría de las bacterias tóxicas como las de la especie Clostridium botulinum ya no están activas por debajo de un valor de pH de 4.5 (es decir que un simple zumo de limón las desactiva). Los alimentos se pueden considerar como ácidos si están por debajo de este valor de pH. La mayoría de los glúcidos se encuentran en este rango, sobre todo los monosacáridos. En el caso de alimentos con un pH superior, es necesario un tratamiento térmico de 121 °C durante tres minutos (o un proceso equivalente) como procesamiento mínimo (es decir, la leche, las verduras, las carnes, el pescado, etc.). No obstante, muchos de estos alimentos se convierten en ácidos cuando se les añade vinagre, zumo de limón, etc., o simplemente fermentan cambiando su valor de acidez. La causa de este efecto reside en la desactivación de la actividad microbiana debida a la simple influencia que posee por el valor de la acidez, indicada por el pH, sobre la condición de vida de estos microorganismos.

### Organismos resistentes
Algunos organismos y bacterias cultivados en los alimentos son resistentes a la pasteurización, como los bacilos de las especies Bacillus cereus (pudiendo llegar a prosperar cultivos de éstos incluso a bajas temperaturas), y Geobacillus stearothermophilus. No obstante la resistencia a la eliminación térmica depende en gran medida del pH, actividad acuosa, o simplemente de la composición química de los alimentos, la facilidad o probabilidad de volver a ser contaminados (en lo que se denomina en inglés postprocessing contamination, o PPC)

### Forma física del alimento
Mencionar la forma como un factor a tener en cuenta en la pasteurización del alimento es equivalente a decir que lo que influye es la superficie exterior del alimento. Cabe pensar que el principal objetivo del proceso de pasteurización es el incremento de la razón entre la capacidad de enfriamiento y la superficie del mismo. De esta forma, el peor ratio corresponde a los alimentos similares a una esfera. En el caso de los alimentos líquidos, se procura que tengan formas óptimas para que la variación de temperatura, tanto en calentamiento como en enfriamiento, pueda obtener ratio óptimo.

### Propiedades térmicas del alimento
Algunas propiedades térmicas del alimento afectan de forma indirecta al rendimiento final de la pasteurización sobre el mismo, como la capacidad calorífica (la cantidad de energía que hay que «inyectar» por unidad de masa de alimento para que suba de temperatura), la conductividad térmica (garantiza la homogeneidad del proceso en el alimento), la inercia térmica (los alimentos con menor inercia térmica son más susceptibles de ser pasteurizados que los que poseen mayor inercia).

## Pasteurización de la leche

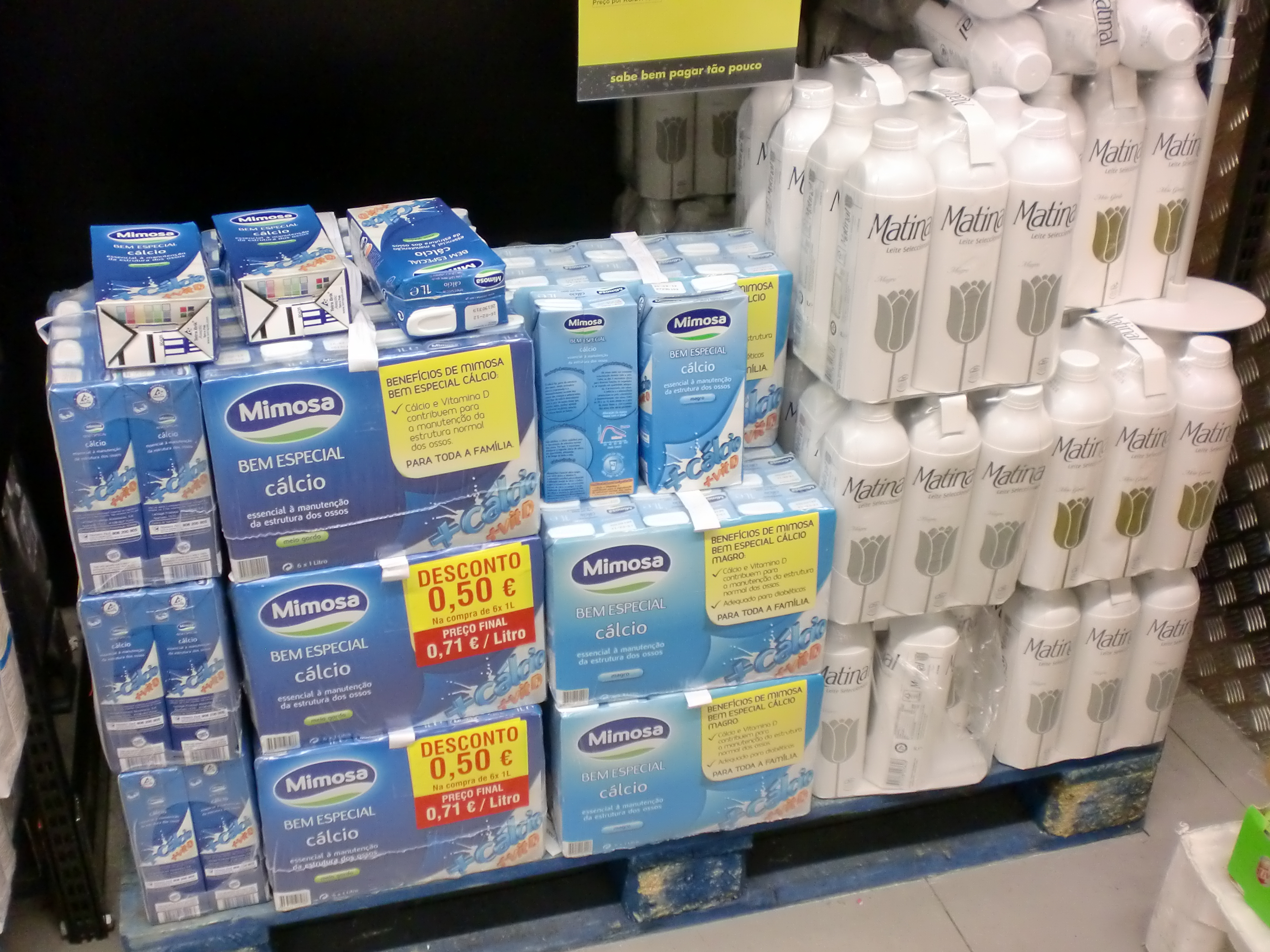
Varios tipos de leche envasada en un supermercado de Portugal. Sin embargo, ninguna de ellas es pasteurizada porque no están mantenidas refrigeradas.

Desde sus orígenes, la pasteurización se ha asociado con la leche. El primer investigador que sugirió este proceso para el producto lácteo fue el químico agrícola alemán Franz von Soxhlet en el año 1886, siendo Charles North quien aplicó dicho método a la leche por primera vez en el año 1907. Los microorganismos activan sus poblaciones creciendo de forma óptima en el intervalo de temperatura de 25 °C a 37 °C. Por esta razón, durante el proceso de manufacturación y envasado de la industria láctea se evita que la temperatura de la leche esté en este intervalo después de la pasteurización. La leche es por regla general un medio ligeramente ácido con un pH menor que 7 (6.7). La leche de vaca pasteurizada por el método HTST y que ha sido correctamente refrigerada tiene un periodo de caducidad extendido que puede llegar a dos o tres semanas, mientras que la leche ultra pasteurizada puede tener una vida extendida que oscila entre dos y tres meses. Se puede llegar a períodos de conservación mayores (incluso sin refrigeración) cuando se combina la pasteurización UHT con manipulación adecuada y tecnologías de envases esterilizados. Al mismo tiempo que se reducen las colonias, se eliminan también de la leche los microorganismos más termosensibles, como los coliformes, inactivándose la fosfatasa alcalina (el nivel de esta enzima define el grado de eficiencia aplicado a la pasteurización de la leche; véase test de la fosfatasa). A pesar de aplicar la pasteurización, la leche tratada sigue conteniendo una cierta actividad microbiana, por regla general bacterias lácticas (no patógenas, aunque sí capaces de hacer fermentar la leche) y es necesaria la refrigeración.

### Enfermedades que previene
Consumir leche cruda de animales, sin pasteurizar, expone a ciertos riesgos de contacto con organismos y bacterias causantes de enfermedades. En algunos países se ha llegado a prohibir su venta. Algunas de las enfermedades evitadas con la pasteurización de la leche son la tuberculosis (Mycobacterium tuberculosis), la difteria, la polio, la salmonelosis, la fiebre escarlata,la brucelosis y las fiebres tifoideas. Hoy en día, muchas de estas enfermedades no tienen una gran relevancia debido al empleo generalizado de los procesos de pasteurización en las primeras etapas de manipulación de la leche.

### Organismos afectados
Entre las especies de organismos cuyas poblaciones se pueden reducir considerablemente con la pasteurización de la leche se cuentan los siguientes:
- Brucella abortus
- Campylobacter jejuni
- Escherichia coli
- Coxiella burnetii
- Escherichia coli (0157:H7)
- Listeria monocytogenes
- Mycobacterium tuberculosis
- Mycobacterium bovis
- Salmonella enterica serotypes
- Streptococcus pyogenes
- Yersinia enterocolitica

### ¿Son adecuados los métodos de pasteurización actuales?
La pasteurización de la leche ha sido objeto poco a poco de una polémica creciente. Por una parte, se ha descubierto que algunos organismos patógenos han desarrollado una resistencia a la disminución de población con la temperatura, consiguiendo sobrevivir a la pasteurización en cantidades significativas. Se ha detectado que la pasteurización en ciertas condiciones incorrectas destruye la vitamina A y la vitamina B pero estas condiciones no se producen en los procesos actuales de pasteurización.

## Pasteurización de zumos

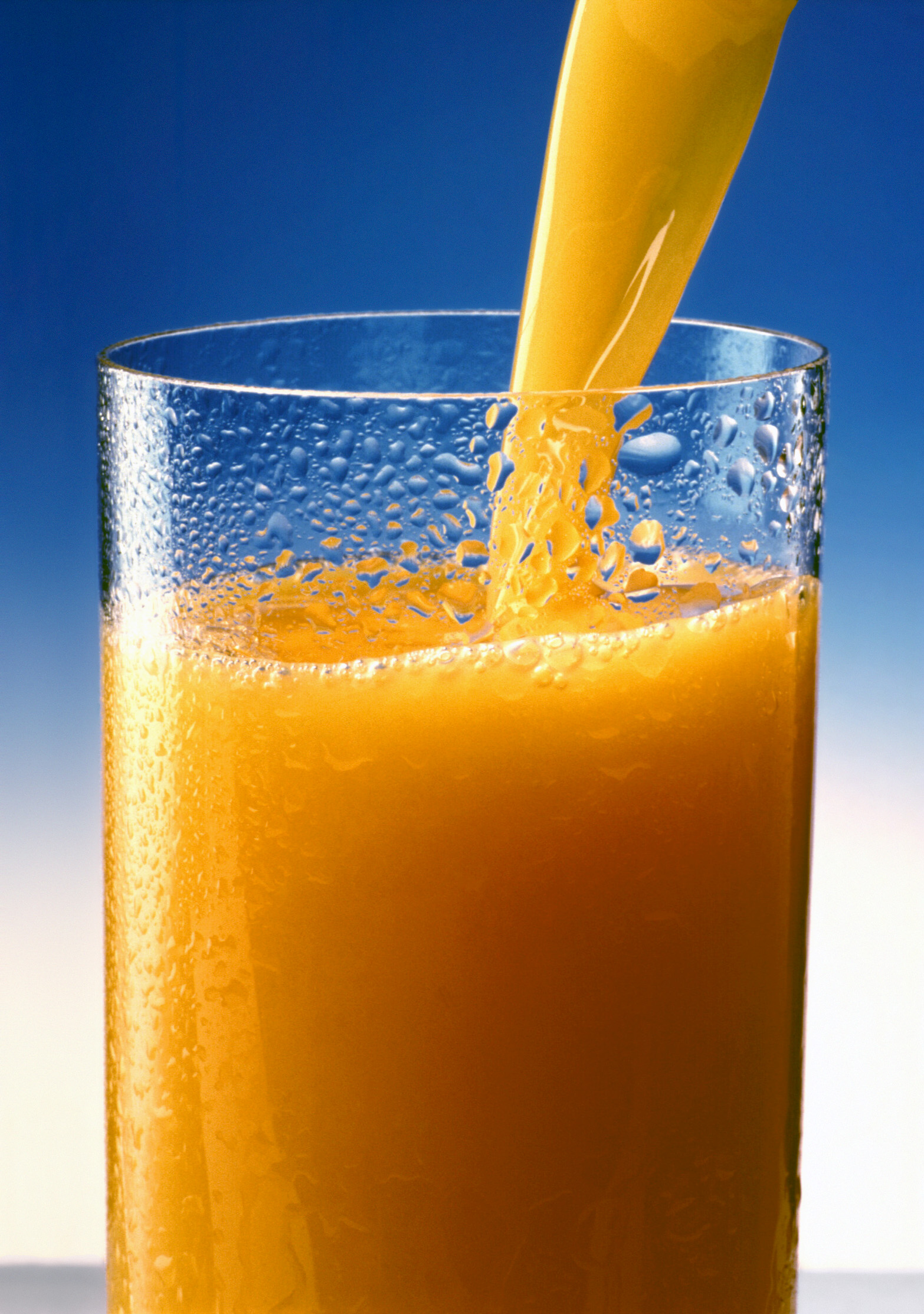
Zumo de naranja

Los zumos envasados (e incluso los néctares) se someten a dos tipos diferentes de procesos de pasteurización: por un lado existen los zumos sin procesar (crudos); por otro, los zumos ultrapasteurizados o zumos estériles.
Los productores de zumos están familiarizados con los procesos de pasteurización y con ambos métodos: el VAT o proceso batch (empleado en los productores de pequeño tamaño de producción) y el UHT (empleado en los productores de mayor producción). El método HTST es aceptado en la industria, ya que no produce una degeneración apreciable del sabor. La pasteurización es muy efectiva en los zumos debido a que son medios ácidos y evitan la proliferación de microorganismos esporulados, los más resistentes a las altas temperaturas. En muchos países, como Estados Unidos, el 95 % de los zumos comercializados son pasteurizados. En algunas ocasiones se exige por parte de los organismos encargados de la vigilancia e higiene alimentaria que se le indique al consumidor que está tomando un «zumo crudo». Los zumos suelen ser tratados térmicamente por el método de pasteurización a 70 °C durante 30 minutos, pero la temperatura ideal en función del pH es en la actualidad objeto de investigación.

### Microorganismos frecuentes en los zumos
Dependiendo de su origen, los zumos contienen diversos microorganismos y es necesario reducir la concentración total de sus poblaciones mediante la pasteurización. De esta forma, se sabe que el zumo de manzana puede contener las especies Salmonella typhimurium, Cryptosporidium y Escherichia coli. En el zumo de naranja es habitual encontrar las especies Bacillus cereus, Salmonella typhi y Salmonella hartford. En algunos zumos de verduras, generalmente en los zumos poco ácidos, como el zumo de zanahoria, existe un riesgo particular de permanencia de la especie Clostridium botulinum.

### Efectos de la pasteurización en zumos
Los zumos pueden sufrir alteraciones en su color y tienden al marrón debido al deterioro enzimático de la polifenoloxidasa. Esto obedece en parte a la presencia de oxígeno en el líquido. Por ello, a los zumos y los néctares se les suele eliminar el aire antes de comenzar el proceso de pasteurización. De la misma forma, la pérdida de vitamina C y de caroteno se ve disminuida mediante desaireación previa. Dado que en el proceso se pierden estos nutrientes, en muchos casos se suelen reincorporar de manera artificial (zumos enriquecidos).

## Investigaciones recientes
Se ha descubierto que ciertas poblaciones de la especie Mycobacterium avium (pertenecientes a la subespecie M. avium paratuberculosis), causante de la enfermedad de Johne en los animales de sacrificio —y se sospecha que también de la enfermedad de Crohn en los humanos—, han sobrevivido a pasteurizaciones de ciertos alimentos lácteos en los Estados Unidos, el Reino Unido, Grecia y la República Checa.[cita requerida] A la vista de la supervivencia de ciertas especies además de la anterior, las autoridades del Reino Unido encargadas de vigilar la calidad de los alimentos decidieron revaluar los estándares de pasteurización.
Un método actual es la pasteurización flash o instantánea, que utiliza menores tiempos de exposición a altas temperaturas y parece ser un método adecuado para conservar las propiedades organolépticas de los alimentos, pues preserva mejor el sabor y la textura de los mismos. La pasteurización fría es una denominación usada a veces como sinónimo de radiación ionizante (véase irradiación de alimentos) u otros significados (por ejemplo, químicos) para reducir las poblaciones de bacterias en los alimentos. La irradiación de alimentos también se denomina a veces «pasteurización electrónica». Se ha investigado la posibilidad de extender la pasteurización a alimentos no fluidos, como la carne de ternera. Un avance en la pasteurización no intrusiva que soluciona muchos problemas de la industria conservera es la denominada pasteurización electromagnética de alimentos líquidos, que emplea microondas a 2.45 GHz de frecuencia para activar los procesos térmicos. Este método ha demostrado su eficiencia en la pasteurización del agua.
Existen estudios orientados al Tercer Mundo en los que es posible realizar lo que se denomina pasteurización solar. La idea está fundamentada en la cocina solar y en el hecho de que no es necesario llevar los líquidos a ebullición para lograr la pasteurización, pudiendo pasteurizar con este método con temperaturas sobre los 56 °C. Con esta medida se intenta prevenir la causa de enfermedades causadas por la ingesta de aguas contaminadas. El método es conocido como «pasteurización del agua», en el que se han desarrollado ciertos elementos capaces de indicar el estado de pasteurización del agua y su posibilidad de ingesta segura. Uno de los más empleados es el water pasteurization indicator (WAPI). La pasteurización solar requiere exponer el agua en recipientes durante seis horas. El programa que se aplicó en ciertas regiones de África se denominó SODIS (abreviación de solar disinfection).

## Alimentos pasteurizados
Aparte de la leche y los zumos, otros alimentos son pasteurizados por la industria alimenticia; por regla general, son aquellos que poseen una estructura líquida o semilíquida. Algunos de los más mencionados son los siguientes:
- Aguas
- Bebidas en botella (refrescos)
- Cerveza
- Helados
- Lácteos (leche, mantequillas, etc.)
- Mieles
- Ovoproductos[30] (evita Salmonella)
- Olivas[31]
- Pepinillos en vinagre (encurtidos)
- Salsas (kétchup, mayonesa, salsa de tomate, etc.)
- sopas de verduras, gazpacho, etc.
- Sidra
- Vino
- Zumos de frutas y verduras